# Zeïneb Benzina
 (mars 2017).
Zeïneb Benzina, de son nom complet Zeïneb Benzina Ben Abdallah, native de Tunis, est une historienne, épigraphiste et archéologue tunisienne.
Elle est la fille de Tawhida Ben Cheikh, première femme médecin du monde arabe ou au moins du Maghreb.

## Carrière
Elle est directrice de recherche à l'Institut national du patrimoine basé à Tunis.

## Publications
Elle est l'auteur de plusieurs ouvrages qui portent sur l'histoire et l'archéologie de la Tunisie antique, notamment Carthage, dont : 
- Zeïneb Ben Abdallah et Leïla Ladjimi Sebaï (en) (préf. Marcel Le Glay), Index onomastique des inscriptions latines de la Tunisie, Paris, CNRS Éditions, coll. « Études d'antiquités africaines », 1983, 90 p. (ISBN 2-222-03389-6, lire en ligne).
- Zeïneb Benzina Ben Abdallah, Catalogue des inscriptions latines païennes du musée du Bardo, Rome, École française de Rome, 1986, 300 p. (ISBN 2-7283-0119-0, lire en ligne).
- Zeïneb Benzina Ben Abdallah et Leïla Ladjimi Sebaï (en), Promenade archéologique à travers Carthage, Tunis, Agence de mise en valeur du patrimoine et de promotion culturelle, 1997, 81 p. (ISBN 9973917308).
- Zeïneb Benzina Ben Abdallah et Leïla Ladjimi Sebaï (en), Catalogue des inscriptions latines païennes inédites du musée de Carthage, Rome, École française de Rome, 2011, 400 p. (ISBN 978-2-7283-0876-7).
- Zeïneb Benzina Ben Abdallah, Inscriptions de Haïdra et des environs (Ammaedra et vicinia) publiées (CIL, ILAfr., ILTun) et retrouvées, Tunis, Institut national du patrimoine, 2011, 209 p. (ISBN 978-9973-912-79-4).